# Liste der denkmalgeschützten Objekte in Kautzen
Die Liste der denkmalgeschützten Objekte in Kautzen enthält die 12 denkmalgeschützten, unbeweglichen Objekte der Gemeinde Kautzen.

## Denkmäler
| Foto |                 | Denkmal                                                                   | Standort                                         | Beschreibung | Metadaten |
| ---- | --------------- | ------------------------------------------------------------------------- | ------------------------------------------------ | --- | --- |
| ja   | Datei hochladen | Figurenbildstock Maria Immaculata HERIS-ID: 24871 Objekt-ID: 21281        | Großtaxen 5, vor Standort KG: Großtaxen          | Vor der Auffahrt zum Schloss steht auf einem Postament mit Doppelwappenkartusche eine Figur der Maria Immaculata von 1744. | BDA-Hist.: Q37888078 Status: § 2a Stand der BDA-Liste: 2025-06-30 Name: Figurenbildstock Maria Immaculata GstNr.: 407/3                        |
| ja   | Datei hochladen | Schloss Großtaxen HERIS-ID: 24872 Objekt-ID: 21282seit 2013               | Großtaxen 1 Standort KG: Großtaxen               | Schloss Großtaxen liegt erhöht auf einer Geländestufe im Nordwesten über dem Ort. Die erste urkundliche Erwähnung verweist auf das Jahr 1347. Nach einem Brand wurde es 1621 erneuert. Ost- und Südtrakt stammen im Kern aus dem 17. Jahrhundert; Teile davon möglicherweise aus dem 16. Jahrhundert. Die aus barocken Flachziegeln errichteten Trakte im Norden und Westen wurden im 19. Jahrhundert ausgebaut. | BDA-Hist.: Q37888092 Status: Bescheid Stand der BDA-Liste: 2025-06-30 Name: Schloss Großtaxen GstNr.: 87 Schloss Großtaxen                     |
| ja   | Datei hochladen | Schloss Illmau HERIS-ID: 24875 Objekt-ID: 21285                           | Schloßgasse 2 Standort KG: Illmau                | Das im Osten der angerartigen Ausweitung in Illmau gelegene Schloss ist ein dreiflügeliges Renaissanceschloss mit mächtigem Torturm. Der Bau wurde für Zacharias Wochenitzki errichtet. Er ist bezeichnet mit 1551, urkundlich erwähnt wurde er bereits 1547. Eine frühere Anlage, urkundlich im Jahr 1337 erwähnt, diente als Grenzfeste. | BDA-Hist.: Q19787619 Status: Bescheid Stand der BDA-Liste: 2025-06-30 Name: Schloss Illmau GstNr.: 1 Schloss Illmau                            |
| ja   | Datei hochladen | Ortskapelle Illmau HERIS-ID: 24874 Objekt-ID: 21284                       | Schloßgasse 26 Standort KG: Illmau               | Die in der Spitze der Gabelung der Randstraße von Illmau gelegene Ortskapelle ist ein 1894 errichteter, schlichter, flach gedeckter Bau mit gewölbtem Dreiseitschluss, Rundbogenfenstern und einem über Konsolen vorkragenden Fassadenturm, der von einem Pyramidenhelm bekrönt wird. Der barocke Ädikulaaltar aus der Zeit um 1680 hat Knorpelwerkflanken und im Mittelrahmen ein Hochrelief der hl. Maria mit Kind in gnadenbildartig kegelförmigen Gewändern im Stil der Mitte des 18. Jahrhunderts. Eine Schnitzfigur des hl. Josef mit Jesuskind aus Kautzen wurde Ende des 17./Anfang des 18. Jahrhunderts angefertigt. Zur weiteren Ausstattung zählt das barocke Gestühl. | BDA-Hist.: Q37888110 Status: § 2a Stand der BDA-Liste: 2025-06-30 Name: Ortskapelle Illmau GstNr.: 156                                         |
| ja   | Datei hochladen | Galgenstein HERIS-ID: 24881 Objekt-ID: 21291                              | Standort KG: Illmau                              | Der achtseitige Granitpfeiler des ehemaligen Galgens, am Gerichtsberg an der Straße nach Radschin gelegen, entspricht dem Typus des 17. Jahrhunderts und wurde als Gedenkstätte ausgestaltet. | BDA-Hist.: Q37888190 Status: § 2a Stand der BDA-Liste: 2025-06-30 Name: Galgenstein GstNr.: 652/1                                              |
| ja   | Datei hochladen | Kath. Pfarrkirche hl. Jakobus der Ältere HERIS-ID: 24876 Objekt-ID: 21286 | Hauptplatz 1 Standort KG: Kautzen                | Die etwas erhöht gelegene, mit ihrer Seitenfront den nördlichen Abschluss des dreieckförmigen Hauptplatzes bildende Pfarrkirche hl. Jakobus der Ältere ist ein ursprünglich einschiffiger Barockbau mit einem im Kern gotischen Rechteckchor und einem faschengegliederte Firstturm von 1806/1807, der von einem Zwiebelhelm bekrönt wird. In den Jahren 1868 bis 1870 wurde das Gotteshaus zu einer dreischiffigen Halle verbreitert. Zwischen dem spätbarocken, schlichten Verlängerungsteil des ehemaligen Saalbaus im Westen und dem Chors sind die Abseiten des Langhauses risalitartig mit ihrer Giebelkrönung vorspringend. Die Kirche ist durch Rundbogenfenster geöffnet und durch Putzfaschen und romanisierende Rundbogenfriese gegliedert. Die Westfassade ist schmucklos. Der eingezogene, rechteckige Chor hat spitzbogige Fenstergewände aus dem 14. Jahrhundert vom gotischen Kern, veränderte Flachbogenfenster und im Osten ein vermauertes Lanzettfenster. Nord- und südseitig stehen verschiedene Anbauten. | BDA-Hist.: Q37888137 Status: § 2a Stand der BDA-Liste: 2025-06-30 Name: Kath. Pfarrkirche hl. Jakobus der Ältere GstNr.: 1 Pfarrkirche Kautzen |
| ja   | Datei hochladen | Figurenbildstock hl. Donatus HERIS-ID: 24877 Objekt-ID: 21287             | Hauptplatz 1 Standort KG: Kautzen                | Vor der Kirche steht eine 1732 urkundlich erwähnte Steinstatue des hl. Donatus. | BDA-Hist.: Q37888154 Status: § 2a Stand der BDA-Liste: 2025-06-30 Name: Figurenbildstock hl. Donatus GstNr.: 1                                 |
| ja   | Datei hochladen | Pfarrhof HERIS-ID: 24878 Objekt-ID: 21288                                 | Hauptplatz 1 Standort KG: Kautzen                | Der Pfarrhof von Kautzen, 1714/1715 erbaut, nach einem Umbau mit 1787 bezeichnet und 1862 erneut umgebaut, hat an der Fassade einen Reichsadler als Stuckrelief. | BDA-Hist.: Q37888171 Status: § 2a Stand der BDA-Liste: 2025-06-30 Name: Pfarrhof GstNr.: 3/1                                                   |
| ja   | Datei hochladen | Figurenbildstock hl. Johannes Nepomuk HERIS-ID: 4669 Objekt-ID: 524       | Standort KG: Kautzen                             | Die im Jahr 1734 erstmals erwähnte Nepomukstatue in Kautzen stand ursprünglich in der Nähe der Obermühle und wurde 1960 an den heutigen Standort versetzt. Das stark veralgte und vermooste Denkmal wurde 2010 gereinigt. Bei dieser Gelegenheit wurde seine abhandengekommene Laterne durch eine neue Kupferlaterne ersetzt. | BDA-Hist.: Q38032056 Status: § 2a Stand der BDA-Liste: 2025-06-30 Name: Figurenbildstock hl. Johannes Nepomuk GstNr.: 564/3                    |
| ja   | Datei hochladen | Flur-/Wegkapelle HERIS-ID: 24884 Objekt-ID: 21294                         | Kleingerharts 21, vor Standort KG: Kleingerharts | Die barocke Wegkapelle an der nördlichen Mündung der Querstraße ist ein barocker Bau mit profiliertem Giebel. Sie verfügt über ein Bild der hl. Dreifaltigkeit über dem Fegefeuer und ein Hochrelief der hl. Maria mit Kind. | BDA-Hist.: Q37888206 Status: § 2a Stand der BDA-Liste: 2025-06-30 Name: Flur-/Wegkapelle GstNr.: 351/1                                         |
| ja   | Datei hochladen | Flur-/Wegkapelle HERIS-ID: 4670 Objekt-ID: 525                            | Tiefenbach 23 Standort KG: Tiefenbach            | | BDA-Hist.: Q38032400 Status: § 2a Stand der BDA-Liste: 2025-06-30 Name: Flur-/Wegkapelle GstNr.: 258/2 Wegkapelle Tiefenbach                   |
| ja   | Datei hochladen | Ortskapelle Tiefenbach HERIS-ID: 24886 Objekt-ID: 21296                   | Tiefenbach 4, gegenüber Standort KG: Tiefenbach  | Die Ortskapelle hl. Maria in Tiefenbach ist ein schlichter Rechteckbau mit Rundschluss von 1834. Ihr vorgestellter Westturm wurde gegen Ende des 19. Jahrhunderts errichtet. Er ist durch ein Spitzbogenportal zugänglich und wird von einem Giebelspitzhelm bekrönt. Der Innenraum ist platzlgewölbt. Der neobarocke Altar verfügt über ein Bild der Marienkrönung, bezeichnet mit Fr. Mayerhofer 1899. Zur weiteren Ausstattung zählen Kreuzwegbilder aus der Zeit um 1900 sowie Hinterglasbilder in Verwahrung aus dem zweiten Viertel des 19. Jahrhunderts. | BDA-Hist.: Q37888221 Status: § 2a Stand der BDA-Liste: 2025-06-30 Name: Ortskapelle Tiefenbach GstNr.: 53 Chapel in Tiefenbach                 |